# Mountain Ash
Mountain Ash (walesiska: Aberpennar) är en ort i Storbritannien.   Den ligger i kommunen Rhondda Cynon Taf och riksdelen Wales, i den södra delen av landet, 220 km väster om huvudstaden London. 
Mountain Ash var tidigare en community, men delades den 1 december 2016 upp på Mountain Ash East och Mountain Ash West communities.